# 경제인문사회연구회
경제인문사회연구회(經濟人文社會硏究會, National Research Council for Economics, Humanities and Social Sciences, NRC)는 경제ㆍ인문사회분야의 정부출연연구기관을 지원ㆍ육성하고 체계적으로 관리함으로써 국가의 연구사업정책의 지원 및 지식산업 발전에 이바지하기 위하여 설립된 정부출연연구기관으로 국무총리(국무조정실) 산하의 기타공공기관이다.

## 주요기능 및 역할
- 경제ㆍ인문사회분야의 연구기획 및 연구기관 발전방향의 기획
- 연구기관 기능조정 및 정비(신설ㆍ통합 및 해산 포함)
- 연구기관 연구실적 및 경영내용에 대한 평가
- 연구기관간의 협동연구를 위한 지원
- 그 밖에 연구회의 목적달성을 위하여 필요한 사업

## 연혁
- 1999년 1월:「정부출연연구기관 등의 설립ㆍ운영 및 육성에 관한 법률」및 동법 시행령 제정 공포
- 1999년 3월: 경제사회연구회 및 인문사회연구회 설립
- 1999년 3월: 경제사회연구회 임종철 초대 이사장 취임, 인문사회연구회 김영진 초대 이사장 취임
- 2002년 3월: 경제사회연구회 문석남 제2대 이사장 취임, 인문사회연구회 김인수 제2대 이사장 취임
- 2003년 4월: 인문사회연구회 최송화 제3대 이사장 취임
- 2005년 5월:「정부출연연구기관 등의 설립·운영 및 육성에 관한 법률」일부개정 법률 공포
- 2005년 7월:「정부출연연구기관 등의 설립·운영 및 육성에 관한 법률」시행
- 2005년 7월: 경제·인문사회연구회 최송화 초대 이사장 취임
- 2006년 4월: 경제·인문사회연구회 이종오 제2대 이사장 취임
- 2008년 7월: 경제·인문사회연구회 김세원 제3대 이사장 취임
- 2011년 7월: 경제·인문사회연구회 박진근 제4대 이사장 취임
- 2014년 10월: 경제·인문사회연구회 안세영 제5대 이사장 취임
- 2016년 10월: 경제·인문사회연구회 김준영 제6대 이사장 취임
- 2018년 2월: 경제·인문사회연구회 성경륭 제7대 이사장 취임
- 2021년 3월: 경제·인문사회연구회 정해구 제8대 이사장 취임
- 2024년 3월: 경제·인문사회연구회 신동천 제9대 이사장 취임

## 조직

### 이사장
- 감사
  - 감사부
- 기획평가위원회
- 경영협의회

### 사무총장
국책연구전략센터
- 연구기획본부
  - 전략기획부
  - 협동연구부
  - 국제협력부

경영지원실
- 경영지원부
- 예산부
- 연구환경부

평가실
- 평가기획부
- 평가운영부

성과정보실
- 성과홍보부
- 정보화부
- 정보보안부

행정지원실
- 총무인사부
- 재정운영부

## 소관 연구기관과 그 부설연구기관
- 과학기술정책연구원
- 국토연구원
- 건축공간연구원
- 대외경제정책연구원
- 산업연구원
- 에너지경제연구원
- 정보통신정책연구원
- 통일연구원
- 한국개발연구원
  - 국제정책대학원대학교
- 한국교육개발원
- 한국교육과정평가원
- 한국교통연구원
- 한국노동연구원
- 한국농촌경제연구원
- 한국법제연구원
- 한국보건사회연구원
  - 육아정책연구소
- 한국여성정책연구원
- 한국조세재정연구원
- 한국직업능력연구원
- 한국청소년정책연구원
- 한국해양수산개발원
- 한국행정연구원
- 한국형사·법무정책연구원
- 한국환경연구원

## 소재지
- 세종특별자치시 시청대로 370 세종국책연구단지 연구지원동(A) 4,8~9층 (반곡동)

## 같이 보기
- 국가과학기술연구회

## 참고 자료
- 경제인문사회연구회 - 알리오(공공기관 경영정보 공개시스템)